# Qendër, Mallakaster
Qendër, Mallakaster là một xã trong quận Mallakastër thuộc hạt Fier, Albania. Dân số năm 2005 là 8794 người.